# Ora Doelk

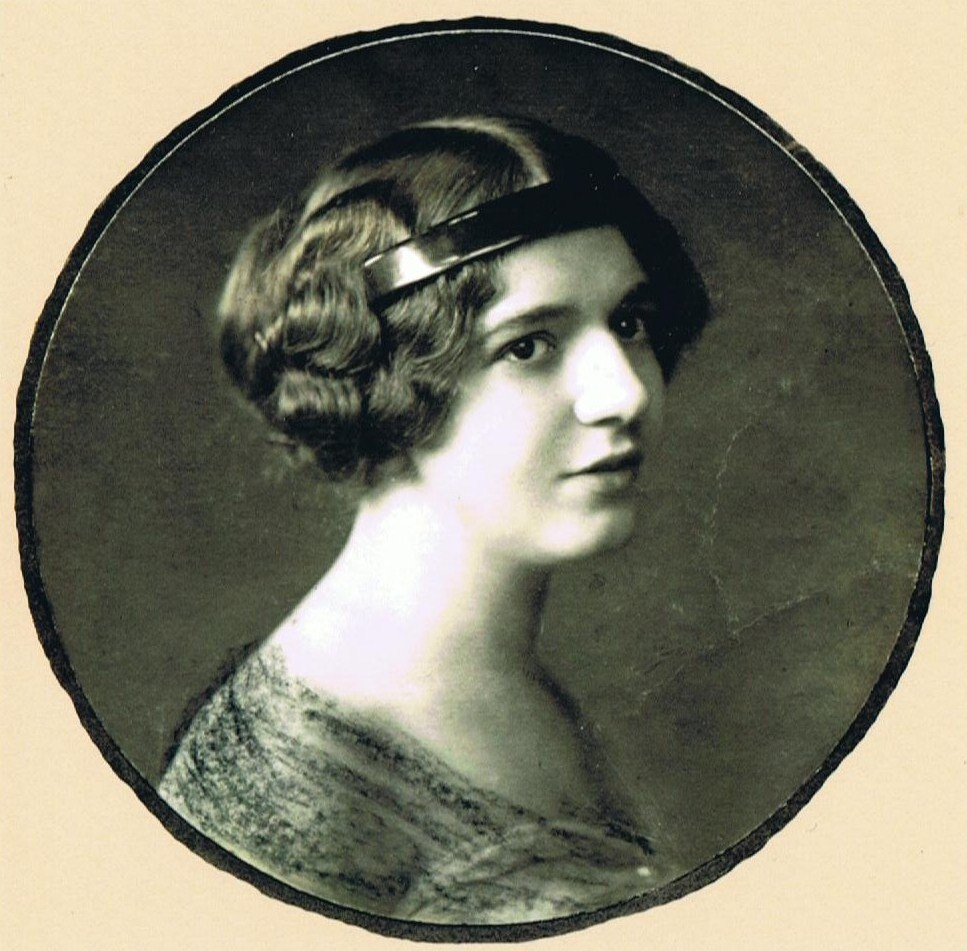
Ora Doelk in jungen Jahren (ca. 1916)

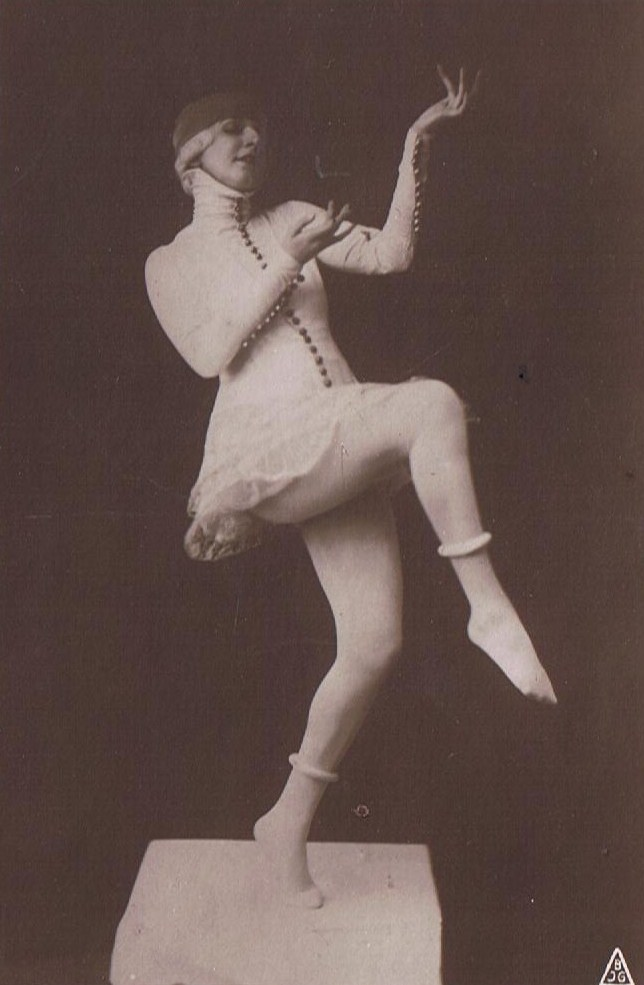
Ora Doelk tanzt Porzellan (1920)

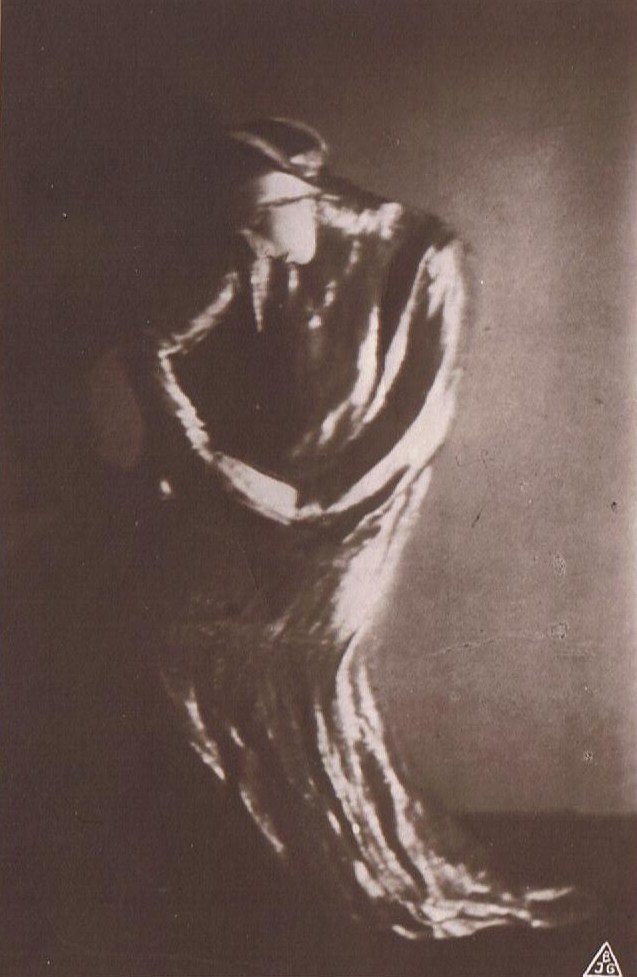
Ora Doelk tanzt Gotische Kunst (1920)

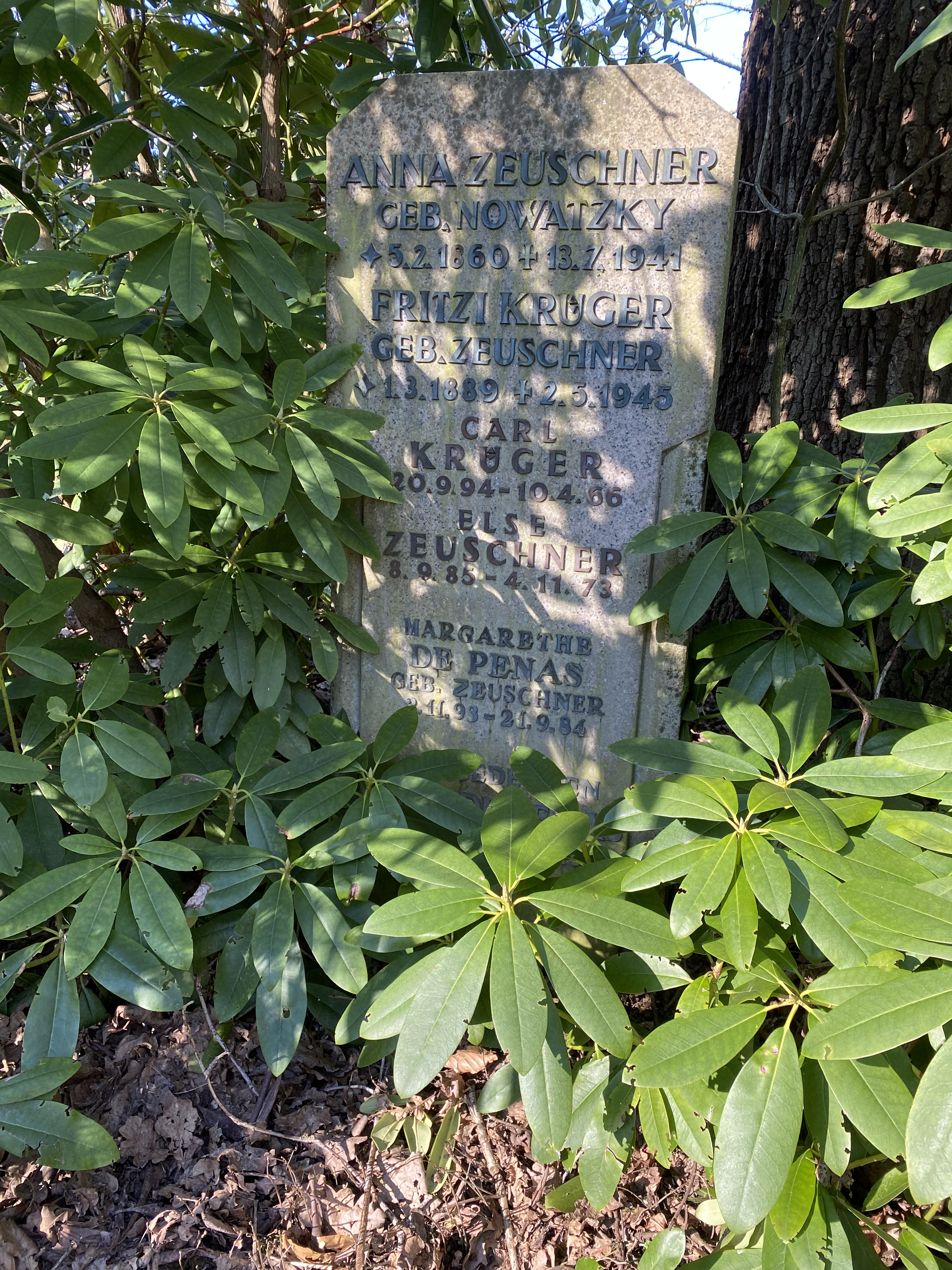
Grabstätte auf dem Friedhof Ohlsdorf

Ora Doelk, geborene Margarete Toni Martha Zeuschner (* 2. November 1893 in Breslau; † 21. September 1984 in Hamburg) war eine deutsche Ausdruckstänzerin und Choreografin.

## Leben
Ihre Kindheit und Jugend verbrachte Ora Doelk in Breslau, als Tochter des Kaufmanns Richard Zeuschner und seiner aus Polen stammenden Frau Anna, geborene Nowatzki. Hier lagen ihre später so oft zitierten polnischen Wurzeln. Nach dem Tod des Vaters im Jahre 1908 übersiedelte sie mit der Mutter nach Hamburg, wo die beiden älteren Schwestern als Modistinnen tätig waren. Ora begann recht widerwillig – ihr großer Lebenstraum war es bereits damals, Tänzerin zu werden – eine Lehre, ebenfalls als Modistin. Sie arbeitete später einige Jahre in diesem Beruf, der sie 1915 nach Zürich führte und sie dort erste künstlerische Kurse belegen ließ und der Beginn ihres Weges bis hin zur gefeierten Ausdruckstänzerin war.
Während einer ausgedehnten Gastspielreise durch Deutschland lernte sie 1920 in Dresden ihren späteren Mann, Jaques de Peñas, einen international tätigen Kaufmann aus Konstantinopel, kennen. 1921 wurde der gemeinsame Sohn Gerd Joachim in Wien geboren († 5. Februar 1945). Nach gemeinsamen Jahren in Italien beschloss sie 1922 überraschend, ihre künstlerische Laufbahn in Südamerika fortzusetzen, bis sie bis Mitte 1925 nach Europa zurückkehrte und ein Jahr später ihre künstlerische Laufbahn beendete. Im Jahre 1927 eröffnete sie eine elegante Hotel-Pension in Hamburg-Harvestehude; von nun an war sie Geschäftsfrau und widmete sich der Erziehung des Sohnes und später, nach dessen frühem Tod, der Enkelin.
Am 21. September 1984 starb sie im Alter von 90 Jahren in Hamburg. Sie wurde auf dem dortigen Friedhof Ohlsdorf beigesetzt. Die Grabstätte liegt im Planquadrat Y 26 südwestlich von Kapelle 6.

## Künstlerische Bedeutung
Im Jahre 1915 belegte Ora Doelk Kurse für rhythmische Gymnastik in der Tanzschule Semmler-Rincke in Zürich, wo auch kleine Aufführungen organisiert wurden. Hier entdeckte sie ihre Begabung und wechselte 1916 nach Genf, wo sie am Institut von Émile Jaques-Dalcroze aufgenommen wurde. Er reagierte sehr überrascht, als er hörte, dass sie erst ein Jahr zuvor begonnen hatte, Kurse in rhythmischer Gymnastik zu belegen und bis dahin keinerlei tänzerische Ausbildung hatte.
Ora Doelk begann expressive oder “interpretative” Tänze zu choreografieren.
Eine erste Tournee führte sie 1918 durch die Schweiz, 1919/20 folgte eine Gastspielreise durch Deutschlands wichtige Städte. Ein Jahr später siedelte sie mit der Familie nach Mailand um; sie tanzte mit großem Erfolg mehrere Vorstellungen in Rameau’s Oper Platée und in den Jahren 1920/21 fanden weitere viel beachtete Auftritte in norditalienischen Städten statt.
Dann beschloss Ora Doelk, ihren künstlerischen Weg in Südamerika fortzusetzen und begab sich 1922 mit ihrem Sohn auf die Überfahrt nach Argentinien. Hier fand sie einen Impresario, der viele Auftritte und Gastspiele auf dem Kontinent für sie organisierte: zum Auftakt dieser bemerkenswerten Jahre fand ein Gastspiel in Buenos Aires im Teatro Colón statt; Tourneen in Chile, Peru und Kuba (eigene Choreografien, Kostüme, Bühnenbild) schlossen sich an. Im Jahre 1926 folgten einige Auftritte in Deutschland. Dann beendete sie ihre künstlerische Laufbahn.

## Wichtige Solowerke
- Porzellan (Kostüm von Paul Erkens) – A. Dvořák  Allegro vivo aus Poèmes Symphoniques op. 107
- Gotisch Kunst – A. Dvořák Largo aus Die Neue Welt
- Holzpuppe – F. Chopin Mazurka
- Faun aus der Oper Platée von J.P. Rameau
- Kubistische Groteske – F. Schubert Scherzo
- Träumerei – P. Tschaikovsky Sognando
- C. Saint-Saëns: Danse macabre
- F. Chopin: Au Printemps

## Presse
- Ora Doelk versteht, die musikalische Sprache zu lesen und sie in buchstäblichem Sinne anschaulich zu machen, sodass sie ungeahnte Ausdruckskraft bekommt. (Basler Nachrichten, 1918)
- Ihre Tänze treten aus dem Rahmen des Üblichen vollkommen heraus. Sie sind fesselnd und immer neu. (Berliner Tageblatt, 1919)
- Ora Doelk ist Tanz, ist lebende Musik. (Leipziger Neueste Nachrichten, 1920)
- So ist es auch weiteren Kreisen vergönnt gewesen, die wunderbare Kunst dieser Tänzerin kennen zu lernen.  Sie brachte – dem Rahmen angemessen – ausschließlich Heiteres und erntet aufs Neue große, begeisterte Ovationen. (Mailand, Corriere de la Sera, Dezember 1920)
- Von allen Tänzern, die auf chilenischen Bühnen aufgetreten sind, ist Ora Doelk die musikalischste. (Santiago de Chile, Deutsche Zeitung, Dezember 1923)

| Personendaten    | Personendaten                                  |
| ---------------- | ---------------------------------------------- |
| NAME             | Doelk, Ora                                     |
| ALTERNATIVNAMEN  | Zeuschner, Margarete Toni Martha (Geburtsname) |
| KURZBESCHREIBUNG | deutsche Ausdruckstänzerin und Choreografin    |
| GEBURTSDATUM     | 2. November 1893                               |
| GEBURTSORT       | Breslau                                        |
| STERBEDATUM      | 21. September 1984                             |
| STERBEORT        | Hamburg                                        |